# Destrucción de patrimonio islámico en Arabia Saudita

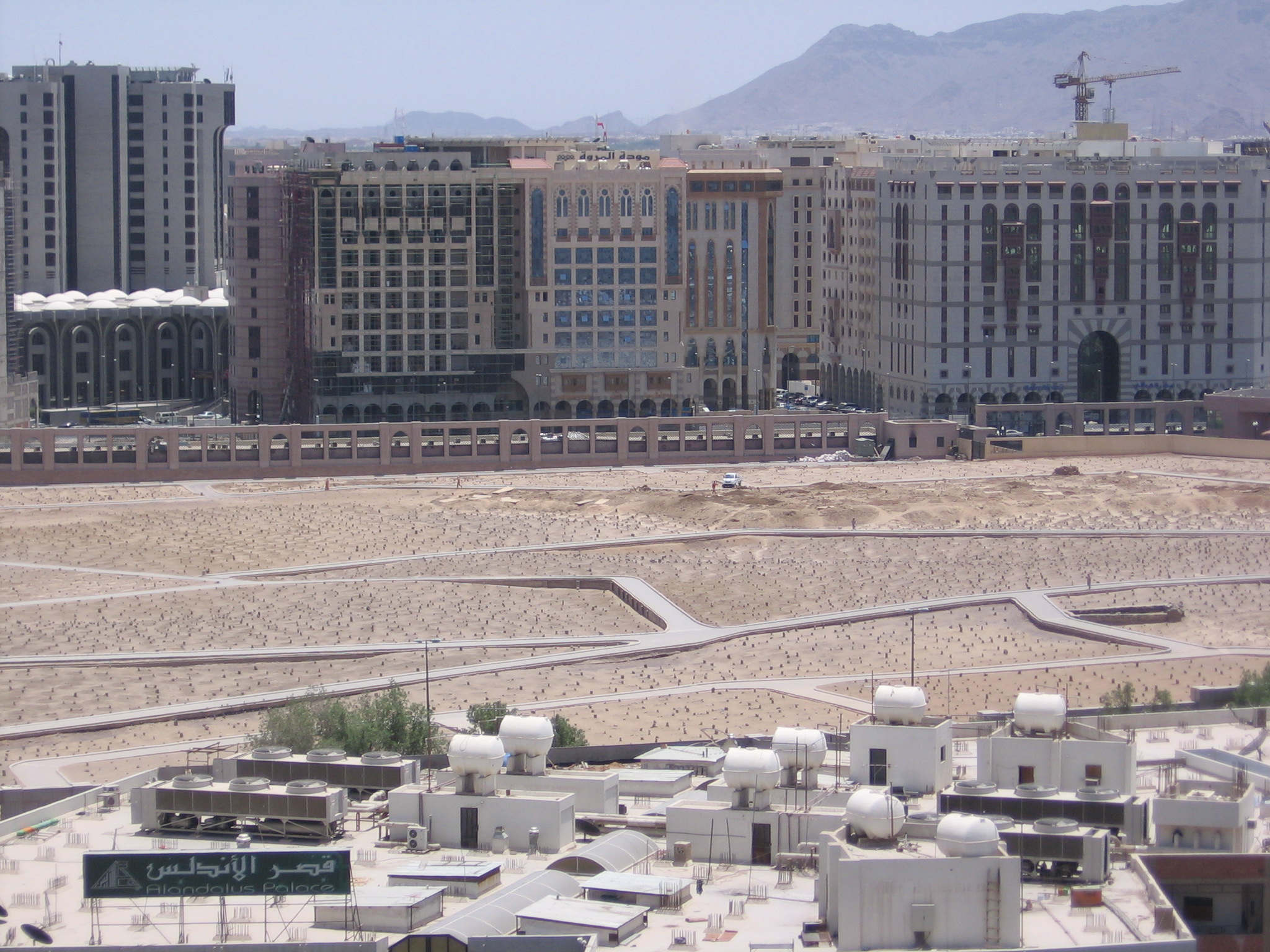
Camposanto de Jannat ul-Baqi en Medina, Arabia Saudí.

La destrucción de sitios asociados a los comienzos del Islam es un fenómeno continuo que se ha producido principalmente en la región de Hiyaz en el oeste de Arabia Saudita, en particular alrededor de las ciudades santas de La Meca y Medina. 
La demolición se ha centrado en las mezquitas, lugares de enterramiento, hogares y lugares históricos asociados con el profeta islámico Mahoma y muchas de las personalidades fundadoras de principios de la historia del Islam. En Arabia Saudí, muchas de las demoliciones han sido oficialmente parte de la continua expansión de la Masjid al-Haram en La Meca y la Mezquita del Profeta en Medina y sus instalaciones de servicios auxiliares con el fin de dar cabida al cada vez mayor número de personas que realizan la peregrinación (Hajj).
Este comportamiento destructivo sobre el patrimonio histórico-religioso ha sido alentado por la ideología del Wahhabismo, imperante en Arabia Saudita. Esto se debe a la visión extremadamente puritana del Wahhabismo, el cual considera un pecado que Alá condena el visitar las tumbas (aún de los propios profetas) y visitar cualquier otro monumento que distraiga la atención de la adoración del único Dios.

## Historia
La mayor parte de la Península arábiga se unificó políticamente en 1932 formando el tercer y actual Estado saudí, el reino de Arabia Saudita. La campaña militar dirigida por el rey Abdulaziz ibn Saúd y su ejército de beduinos, conquistó el Hiyaz y derrocó al gobernante del clan hachemita. Los nuevos gobernantes de la Casa de Saúd, árabes nómadas tribales y en gran parte analfabetos, se encontraron tomando las riendas de una sociedad altamente sofisticada. Una estructura política coherente basada en el sistema Majlis al-Shura (consejo consultivo) había estado en vigor desde hacía siglos. Un cuerpo administrativo central manejaba un presupuesto anual que asignaba el gasto en escuelas secundarias, militares y fuerzas policiales. Del mismo modo, el tejido religioso del Néyed y el Hiyaz eran muy diferentes. Las costumbres y rituales culturales tradicionales hiyazíes eran casi en su totalidad de carácter religioso. Fiestas en honor a Mahoma, su familia y compañeros, la reverencia a los santos difuntos, las visitas a los santuarios, tumbas y lugares sagrados relacionados con cualquiera de estos se encontraban entre las costumbres locales del Islam Hiyazí. Cuando la autoridad administrativa del Hiyaz pasó a manos de los nachdíes wahabíes, el nuevo ulema (cuerpo de eruditos religiosos) wahabí consideró las prácticas religiosas locales como una superstición infundada, codificada en una sanción religiosa que fue considerada una corrupción total de la religión y difusora de la herejía. Lo que siguió fue una progresiva eliminación de edificios históricos de varios siglos de antigüedad, entre ellos tumbas, mausoleos, mezquitas y sitios relacionados con la familia y los compañeros de Mahoma.
Antes, en 1801 y 1802, los saudíes bajo el mandato de Abdelaziz bin Mohámed habían atacado las ciudades chiitas santas de Karbala, que saqueo y Nayaf (que no pudo tomar), en Irak, parte de la población musulmana fue masacrada y destruyeron las tumbas de Huséin ibn Alí quien fue el nieto de Mahoma, y el hijo de Alí (Alí bin Abi Tálib), el yerno de Mahoma. En 1803 y 1804, los saudíes capturaron La Meca y Medina y destruyeron monumentos históricos, varios lugares y santuarios musulmanes sagrados, como el santuario construido sobre la tumba de Fátima, la hija de Mahoma, e incluso tuvieron la intención de destruir la tumba de Mahoma mismo, considerándola como idolátrica, provocando indignación en todo el mundo musulmán.
En La Meca, las tumbas de parientes directos de Mahoma, incluyendo su primera esposa Jadiya bint Juwáylid fueron demolidas en el cementerio Jannat ul-Mu'alla. El desmantelamiento inicial de los sitios se inició en 1806 cuando los wahabíes ocuparon Medina y sistemáticamente arrasaron muchas de las estructuras en el cementerio Jannat al-Baqi. Este es el gran cementerio adyacente a la Mezquita del Profeta que alberga los restos de muchos de los miembros de Ahl al-Bayt, compañeros cercanos y figuras centrales del Islam primitivo.
En la Arabia del Imperio Otomano, los practicantes mismos eran más tolerantes y en ocasiones cepas místicas del Islam, habían erigido elaborados mausoleos además de las tumbas de Al-Baqi. Sin embargo durante la ocupación wahabí, estos fueron destruidos en su totalidad. Las mezquitas de toda la ciudad de Medina también fueron atacadas, arrancando tapices, alfombras, incensarios, y se hizo un intento de derribar la tumba de Mahoma en la Mezquita del Profeta. La crítica vocal generalizada de esta última acción por las comunidades musulmanas tan lejanas como la de la India, finalmente llevó a abandonar cualquier intento en este sitio. 
Las reclamaciones políticas formuladas contra el control turco de la región iniciaron la guerra otomana-wahabi (1811-1818) en la que la derrota wahabí, les obligó a la tribu a retirarse del Hiyaz de nuevo hacia el interior. Las fuerzas turco-otomanas reafirmaron el control de la región y posteriormente comenzaron una extensa reconstrucción de los lugares sagrados entre 1848 y 1860, muchos de ellos realizados empleando los mejores ejemplos de diseño otomano en arquitectura y artesanía.
Suprimido el Califato el 3 de marzo de 1924, las fuerzas de Abdulaziz bin Saúd, se lanzaron a la conquista del Reino del Hiyaz, tomando La Meca el 5 de diciembre.
El 21 de abril de 1925, la mausoleos abovedados del cementerio Al-Baquí en Medina fueron arrasados nuevamente y así fueron también arrasados los indicadores de la ubicación exacta de las tumbas de Mahoma y sus familiares y descendientes, y así es como se mantiene hasta nuestros días. Algunas partes de la famosa Qasida al-Burda, la oda del siglo XIII escrita en alabanza a Mahoma por Imam al-Busiri, inscrita sobre la tumba de Mahoma, fueron repintadas de nuevo. Entre los sitios específicos destruidos en este tiempo están las tumbas de los mártires de la batalla de Uhud, incluyendo la tumba del famoso Hamza ibn 'Abd al-Muttalib, tío de Mahoma y uno de sus más queridos partidarios, la Mezquita de Fátima al-Zahraa, hija de Mahoma, la Mezquita de los Dos Faros (Manaratayn), así como la Qubbat al-Thanaya, la cúpula construida sobre el lugar de sepultura de los dientes de Mahoma, que fueron partidos por un golpe recibido durante la batalla de Uhud. 
En Medina, el Mashrubat Umm Ibrahim, el hogar de la esposa copta egipcia de Mahoma Maria al-Qibtiyya y el lugar de nacimiento de su hijo Ibrahim ibn Muhámmad, así como el lugar de enterramiento adyacente de Hamida al-Barbariyya, madre del Imán Musa al-Kadhim, fueron destruidos durante este tiempo. El sitio fue pavimentado con cemento y es hoy parte de la explanada masiva de mármol junto a la Mezquita. El comité académico permanente designado por el gobierno de Arabia Saudí ordenó la demolición de estas estructuras en una serie de resoluciones islámicas señalando que la veneración excesiva conduce al Shirk.
El siglo XXI ha visto un aumento en la demolición de los sitios en La Meca y Medina. A medida que el Hach anual continúa atrayendo grandes multitudes año tras año, las autoridades saudíes consideraron necesario arrasar grandes extensiones de barrios residenciales anteriormente alrededor de las dos mezquitas para dar paso a la infraestructura relacionada con la peregrinación. En 2010, se preveía que los desarrolladores se iban a gastar un estimado de 13 000 millones de dólares en el proyecto de expansión más grande en la historia de la ciudad. Si bien existe un acuerdo generalizado sobre la necesidad de instalaciones que pueden albergar un mayor número de peregrinos, el desarrollo de hoteles de lujo y torres de condominios, restaurantes, centros comerciales e incluso dos spas de lujo han hecho que algunos criticaran la comercialización de un sitio que muchos consideran como un santuario divinamente importante para los musulmanes. 
La rápida afluencia de inversión capitalista en La Meca y Medina lleva a muchos a creer que el dinero y el crecimiento económico son en última instancia, la línea de fondo para las autoridades saudíes. Una proposición que los críticos argumentan sobre las obras de la mano con la política del Estado wahabí es que parece imponer una delación cultural y social masiva dentro de las ciudades santas, borrando todos los elementos que dan forma a las prácticas que consideran van en contra del credo wahabí. Según The Independent, la casa de Mawalid donde se dice que Mahoma nació está a punto de ser reemplazada por un enorme palacio real, como parte de un proyecto de construcción de miles de millones de libras en La Meca que se ha traducido en la destrucción de cientos de monumentos históricos.

## Sitios destruidos
A continuación se muestra una lista incompleta de los sitios destruidos:

### Mezquitas
- La mezquita en la tumba de Sayyid al-Shuhada Hamza ibn 'Abd al-Muttalib.[14]
- La mezquita de Fátima Zahra.[14]
- La Mezquita de al-Manaratain.[14]
- La Mezquita y tumba de Sayyid Imam al-Uraidhi Ibn Yafar al-Sadiq, destruida con dinamita el 13 de agosto de 2002.
- Las Cuatro mezquitas en el sitio de la batalla de la Trinchera en Medina.
- La Mezquita de Abu Rasheed.[21]
- La Mezquita al-Farsi Salman, en Medina.[21]
- La Mezquita ash-Shams Raj'at, en Medina.[21]

### Cementerios y tumbas
- Jannat al-Baqi en Medina, nivelado y cubierto con cemento, siendo de libre acceso sólo a los hombres.
- Jannat al-Mu'alla, el antiguo cementerio sagrado de La Meca, nivelado y cubierto con cemento.[21]
- La tumba de Hamida al-Barbariyya, la madre del Imán Musa al-Kazim.
- La tumba de Amina bint Wahb, la madre de Mahoma, arrasada y prendieron fuego sobre el lugar en 1998.
- Tumbas de los Banu Hashim en La Meca.[21]
- Tumbas de Hamza y otras víctimas de la batalla de Uhud fueron demolidas en el Monte Uhud.[21]
- Tumba de Eva en Jeddah,[21] sellada con cemento en 1975.
- Tumba del padre de Mahoma, en Medina.[21]

### Lugares religiosos históricos
- La casa de mawlid donde se cree que Mahoma nació en 570. Originalmente convertida en una biblioteca, en la actualidad se encuentra bajo un edificio en ruinas que fue construido hace 70 años como un compromiso después de que clérigos wahabíes ordenaran que fuera derribada.[22]
- La casa de Jadiya, la primera esposa de Mahoma. Los musulmanes creen que recibió algunas de las primeras revelaciones allí. También era el lugar donde sus hijos Fátima y Qásim nacieron. Después de que fuera redescubierta durante las extensiones de la gran Masjid al-Haram en 1989, fue cubierta y se hizo encima una biblioteca.
- Un hotel de la cadena Hilton se encuentra sobre el sitio de la casa del primer califa del Islam, Abu Bakr.[23]
- Casa de Mahoma en Medina, donde vivió después de la migración de La Meca.[21]
- Dar e Arqam, la primera escuela islámica donde Mahoma enseñó.[22] Tras su derribo, ahora se encuentra debajo de la gran explanada de la Masjid al-Haram de La Meca.
- Qubbat 'al-Thanaya, el lugar de enterramiento de los incisivos de Mahoma, que perdió durante la Batalla de Uhud.[14]
- Mashrubat Umm Ibrahim, construida para marcar la ubicación de la casa donde el hijo de Mahoma, Ibrahim, nació.
- Domo que sirvió durante siglos como un dosel sobre el Pozo de Zamzam.[21]
- Bayt al-Ahzan de Sayyida Fátima, en Medina.[21]
- Casa del Imán Ya'afar al-Sadiq, en Medina.[21]
- Complejo Mahhalla de Banu Háshim, en La Meca.[21]
- Cámara de Alí donde Hasan ibn Alí y Huséin, nacieron.[21]